# Adeneko Svhat-Haimovitch
Adeneko Svhat-Haimovitch (hébreu : אדנקו סבחת-חיימוביץ), née en 1976, est une avocate israélienne d'origine éthiopienne qui occupe le poste de juge au tribunal de première instance du district central d'Israël. Adeneko Svhat-Haimovitch est l'une des deux premières juges en provenance d'Éthiopie nommées en Israël (aux côtés d'Esther Tafta-Gerdi).

## Biographie

### Enfance et formations
Adeneko Svhat-Haimovitch est née en 1967 dans le village de Mawari près de la ville de Gondar dans l'État d'Amhara dans le nord de l'Éthiopie. Son prénom, Adenko en amharique, signifie louange. Elle est la quatrième fille de Sarah et Taga Sabhat, qui ont six enfants. Elle a également des frères et sœurs issus du second mariage de son père. À l'âge de huit ans, elle immigre en Israël avec sa famille via le Soudan en tant que membre de la communauté Beta Israël. Après un long voyage à pied jusqu'au Soudan, sa famille est arrivée en Israël lors d'un vol secret dans le cadre de l'Opération Moïse. À leur arrivée en Israël, sa famille s'installe dans le quartier Ramot Alon de Jérusalem. Le père de Svhat-Haimovitch travaille dans une imprimerie et sa mère est femme de ménage.
En tant que fille d'une famille juive traditionnelle, Svhat-Haimovitch fréquente une école religieuse d'État. Au lycée, elle intègre l'école Kfar Batya. Après deux ans, elle retourne chez elle et achève ses études au lycée Rene Kassen, obtenant son diplôme en 1995. Elle s'enrôle ensuite dans les réserves des forces de défense israéliennes  et entame des études en droit à l'Université de Tel Aviv, obtenant son diplôme en 2000. En 2002, elle  réussit l'examen du barreau et est certifiée par l'Association du Barreau israélien. En 2008, elle obtient une maîtrise en droit grâce à un programme conjoint entre l'Université de Tel-Aviv et l'Université Northwestern.

## Carrière
En 2000, Svhat-Haimovitch intègre les forces de défense israéliennes. Pendant son service, elle travaille en tant que conseillère juridique, procureure et avocate de la défense au sein du bureau du procureur militaire. En 2006, elle quitté le service militaire en tant qu'officier exceptionnel avec le grade de capitaine.

Après son service militaire, Svhat-Haimovitch continue à travailler avec un collègue de l'armée, l'avocat Ilan Katz, en rejoignant le cabinet d'avocats privé qu'il fonde pour représenter des suspects et des accusés en droit pénal. Dans de nombreux cas, elle représente les accusés dans le cadre d'un accord avec le Bureau du Défenseur public. Michal Urakbi, Défenseur public au sein du Bureau du Défenseur public, décrit Svhat-Haimovitch de la manière suivante :

« Sa représentation juridique n'est pas agressive, mais empreinte de valeurs, et elle sait se défendre... elle a réussi à combler les différences culturelles qui caractérisent la population immigrée. »

Elle se porte volontaire comme avocate pour l'association Takaba, une organisation vouée à la promotion des droits des Éthiopiens en Israël et à la lutte contre la discrimination et le racisme à l'encontre des membres de la communauté. En 2013, elle est membre de son conseil d'administration.

## Manifestations éthiopiennes
Le 26 avril 2015, des policiers israéliens agressent et arrêtent un Éthiopien-Israélien, Damas Pakada, alors qu'il porte son uniforme des réservistes. Une vidéo de l'incident devient virale, déclenchant des manifestations des Éthiopiens-israéliens contre la discrimination et les allégations de brutalité policière à l'encontre de la communauté éthiopienne. Lors des manifestations, Svhat-Haimovitch représente de nombreux manifestants arrêtés par la police.
Après les manifestations, Svhat-Haimovitch est choisie comme représentante éthiopienne lors de discussions avec le commissaire de police Yohanan Danino. Elle envoie une lettre de remerciement à Danino après la réunion, ce qui est critiqué par les activistes sociaux comme allant à l'encontre de l'objectif de la réunion.
À la suite des manifestations de juillet 2016, un panel d'État israélien publie un rapport sur l'éradication du racisme envers les Éthiopiens-Israéliens. Le rapport de 170 pages contient 53 recommandations, notamment l'équipement des policiers de caméras corporelles, la limitation de leur utilisation de pistolets paralysants dans les zones à forte population éthiopienne et la lutte contre le racisme dans les ministères du gouvernement,.

## Nominations
En septembre 2016, deux mois après la publication du rapport, le Comité de sélection judiciaire annonce que, pour la première fois de l'histoire d'Israël, deux avocates éthiopiennes sont élues juges, Svhat-Haimovitch et Esther Tafta-Gerdi. Sa nomination suscite certaines critiques en raison de son soutien à l'ancien commissaire de police Yohanan Danino.